# شکسته‌بالان
شکسته‌بالان (نام علمی: Clastopteridae) نام یک تیره از زیرراسته گردن‌بینیان است.